# Tectaria dimorpha
Tectaria dimorpha là một loài dương xỉ trong họ Tectariaceae. Loài này được H. St. John mô tả khoa học đầu tiên năm 1954.
Danh pháp khoa học của loài này chưa được làm sáng tỏ. 